# Ignatius Mummadi
Ignatius Mummadi (* 11. März 1899 in Nagarajupalle, Britisch-Indien; † 2. April 1983) war ein indischer Geistlicher und römisch-katholischer Bischof von Guntur.

## Leben
Ignatius Mummadi empfing am 3. Dezember 1925 das Sakrament der Priesterweihe.
Am 13. Juli 1943 ernannte ihn Papst Pius XII. zum Bischof von Guntur. Der Apostolische Delegat in Indien, Erzbischof Leo Peter Kierkels CP, spendete ihm am 28. Oktober desselben Jahres in Guntur die Bischofsweihe; Mitkonsekratoren waren der Bischof von Bangalore, Thomas Pothacamury, und der Bischof von Nellore, William Bouter MHM.
Ignatius Mummadi nahm an der ersten, dritten und vierten Sitzungsperiode des Zweiten Vatikanischen Konzils teil. Am 26. November 1973 nahm Papst Paul VI. das von Mummadi vorgebrachte Rücktrittsgesuch an.

## Schriften
- De tegenwoordige positie van de katholieke kerk in Andhra Pradesh. Guntur 1965, OCLC 1128019103.